# Mariä Himmelfahrt (Mattsies)

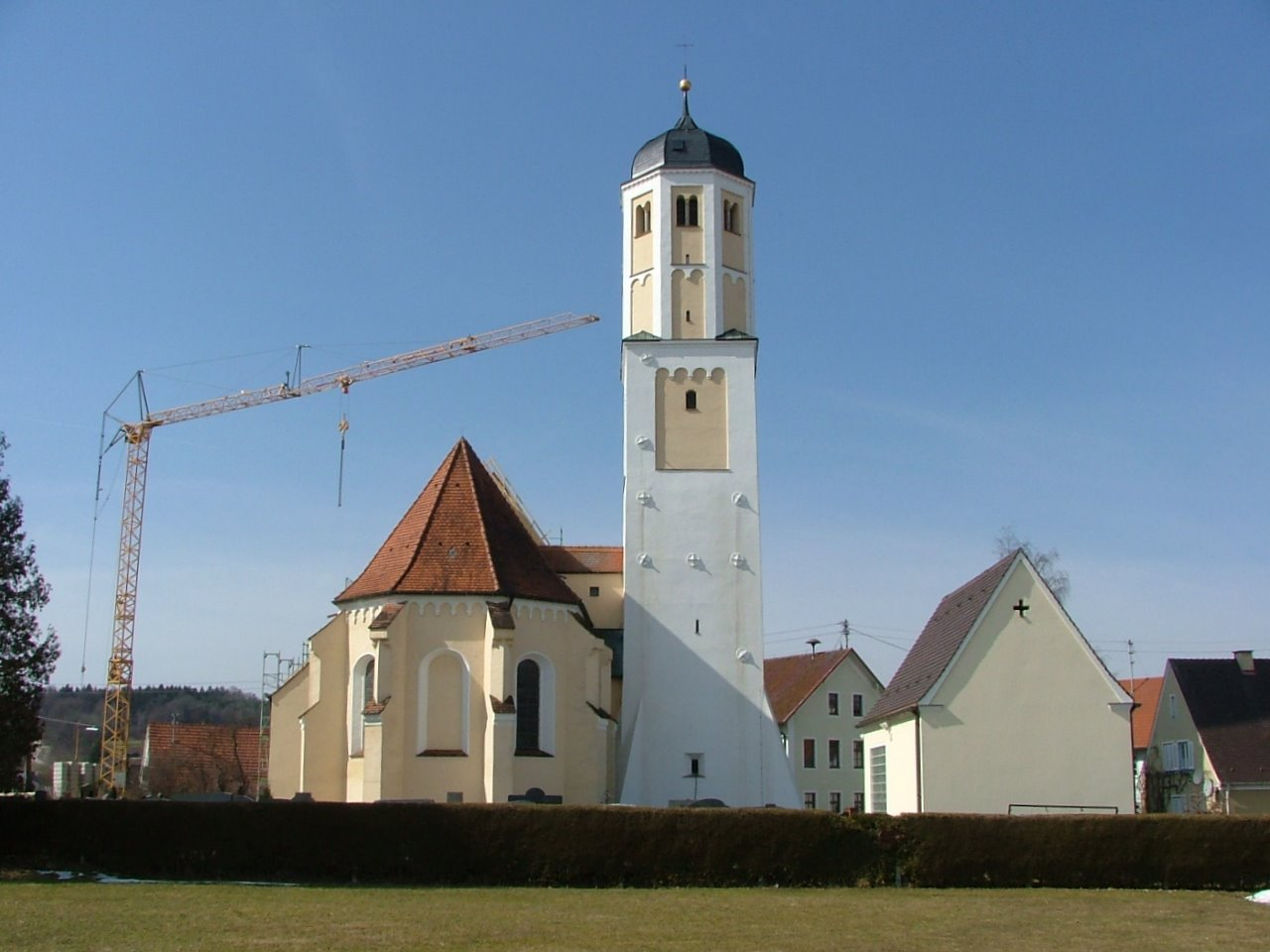
Kirche Mariä Himmelfahrt in Mattsies

Die katholische Pfarrkirche Mariä Himmelfahrt befindet sich in Mattsies, einem Ortsteil von Tussenhausen im Landkreis Unterallgäu in Bayern. Die Kirche steht unter Denkmalschutz.

## Geschichte
Der älteste Baubestandteil, der quadratische Unterbau des Kirchturmes, stammt wohl noch aus dem 12. Jahrhundert. Im 15. oder gegen Anfang des 16. Jahrhunderts wurde der Kirchturm um ein Geschoss erhöht. In die gleiche Zeit fällt auch der Bau des Langhauses, wie auch des Chores. Die Kirche wurde um das Jahr 1730 umgestaltet. Am nördlichen Weihwasserbecken befindet sich die Jahreszahl 1732.

## Baubeschreibung
Die Kirche ist ein Saalbau mit Flachdecke. Im Langhaus ist eine Doppelempore untergebracht. An das Langhaus schließt sich der eingezogene, dreiseitig geschlossene, Chor an. Im Chor befindet sich eine Stichkappentonne. Der Kirchturm ist freistehend und durch einen schmalen Bau mit dem Chor an der Nordseite verbunden. In diesem Zwischenbau befindet sich ein Tonnengewölbe. Im Erdgeschoss des Kirchturmes befindet sich ein hoher Raum it Tuffsteingewölbe. Dieser Raum könnte ehemals der Chor der romanischen Vorgängerkirche gewesen sein. Das Obergeschoss des Kirchturmes ist oktogonal, darüber befindet sich eine geschweifte Haube aus der Zeit um 1600.

## Ausstattung

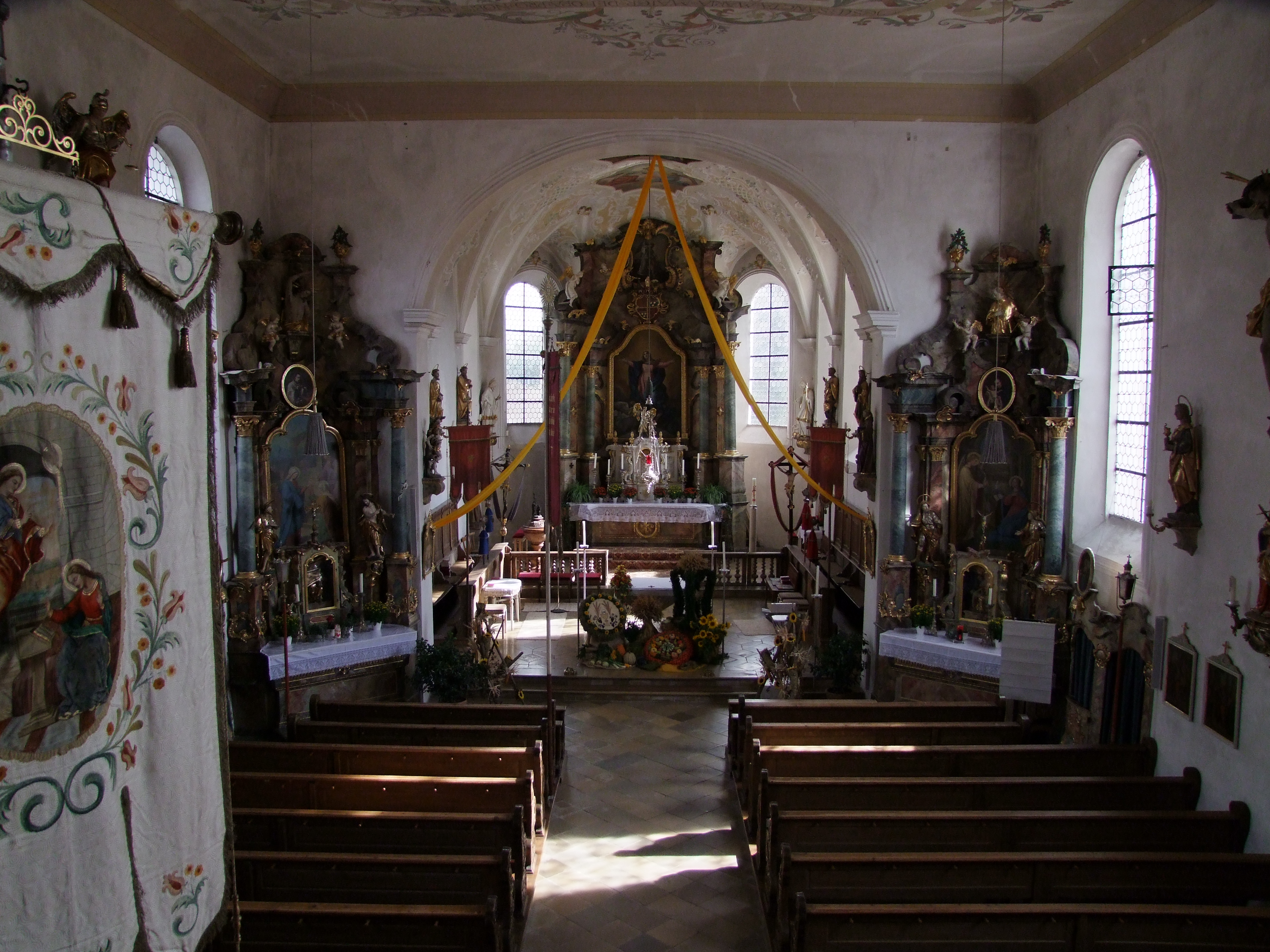
Innenansicht

Die Kirchenausstattung stammt aus der Mitte des 18. Jahrhunderts. Die Altäre, sowie die Kanzel und Beichtstühle stammen vermutlich von Dominikus Bergmüller, zumindest aus der Bergmüller-Werkstatt in Türkheim. Das Altarblatt aus dem 19. Jahrhundert des Hochaltares zeigt eine Darstellung der Himmelfahrt Mariä nach Guido Reni. Flankiert wird der Hochaltar von vier Säulen. Über dem Altarblatt befindet sich eine Wappenkartusche. Darin ist das Wappen des Altarstifters Johann Anton II. von Freyberg, Bischof von Eichstätt, dargestellt.
Das Altarblatt des linken Seitenaltares stammt von Joseph Kober. Es stellt Mariä Heimsuchung dar. Darüber befindet sich ein Gemälde des hl. Stanislaus Kostka. Der hl. Sebastian ist im Auszug darüber dargestellt. Flankiert wird der linke Seitenaltar von den Figuren der Hl. Joseph und Johannes des Täufers. Im Gehäuse des Seitenaltares, das an einen Tabernakel erinnert, ist eine Figur der hl. Anna mit Maria aus der Mitte des 18. Jahrhunderts. Im rechten Seitenaltar ist im Altarblatt, ebenfalls von Joseph Kober, die Verkündigung Mariens dargestellt. Im Bild darüber befindet sich eine Darstellung des hl. Aloysius. Eine Figur des hl. Wendelin ist im Auszug des rechten Seitenaltares zu finden. Rechts und links des Altarblattes sind Figuren des hl. Joachim und der hl. Anna. Im tabernakelartigen Gehäuse ist eine Pietà aus der Zeit von 1490/1500 zu sehen.
Die obere Empore ist mit Gemälden aus der Mitte des 17. Jahrhunderts versehen. Gezeigt werden an der oberen Empore Darstellungen der Erzengel sowie der hl. Joseph und Johannes der Täufer. Die untere Empore stellt die Passion Christi dar. Aus der Zeit um 1500 stammt die Figur des hl. Leonhard mit einem kleinen knienden Gefangenen. Das Kruzifix stammt aus der zweiten Hälfte des 16. Jahrhunderts.
Um 1730 wurden die Stuckaturen geschaffen. Eine Kartusche mit Allianzwappen befindet sich an der Südseite des Chores. Joseph Kober werden die Fresken im Chor aus der Zeit um 1895 zugeschrieben. Die Fresken zeigen das letzte Abendmahl und den Tempelgang Mariens.

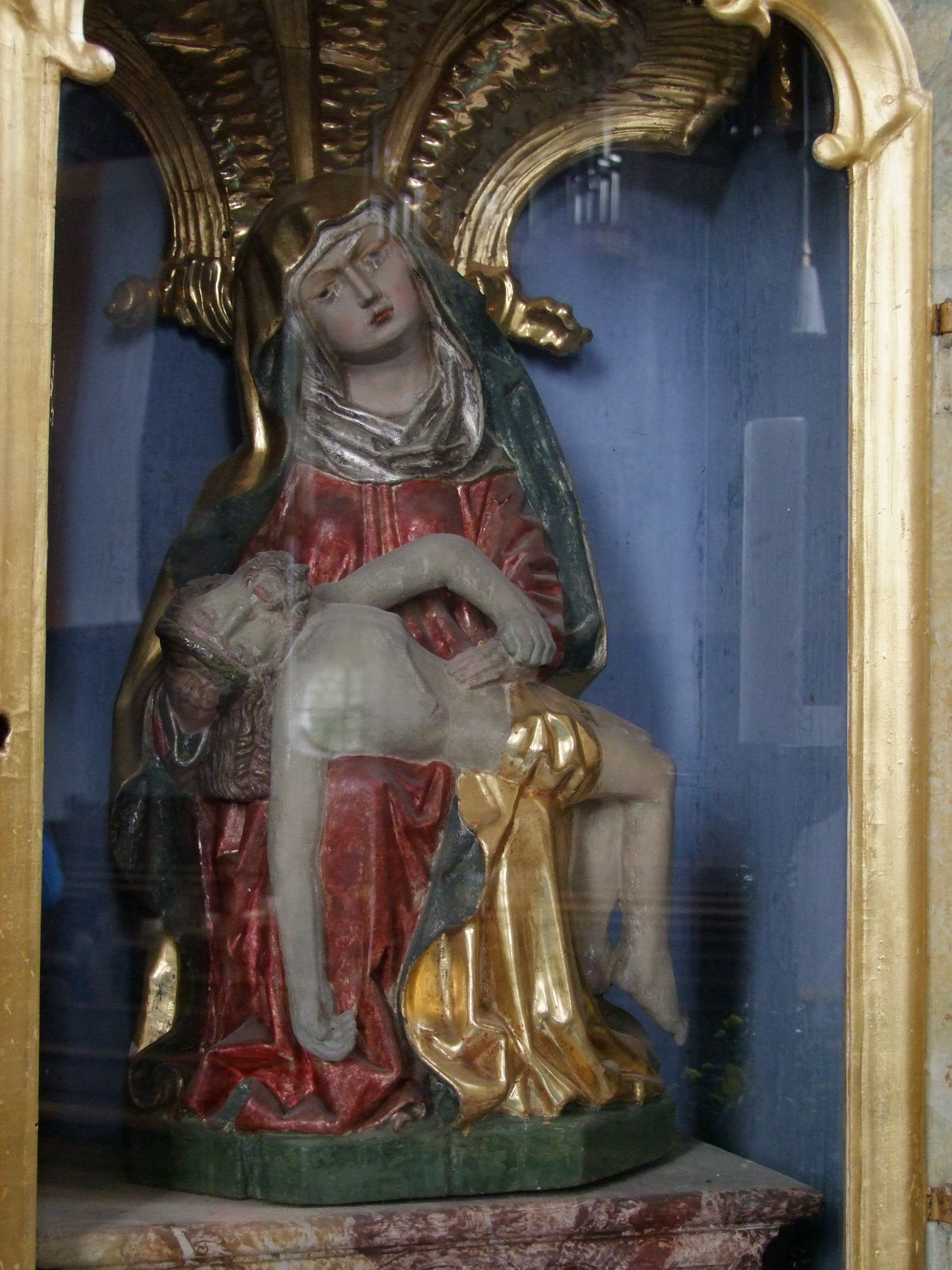
Pietà von 1490/1500 im rechten Seitenaltar
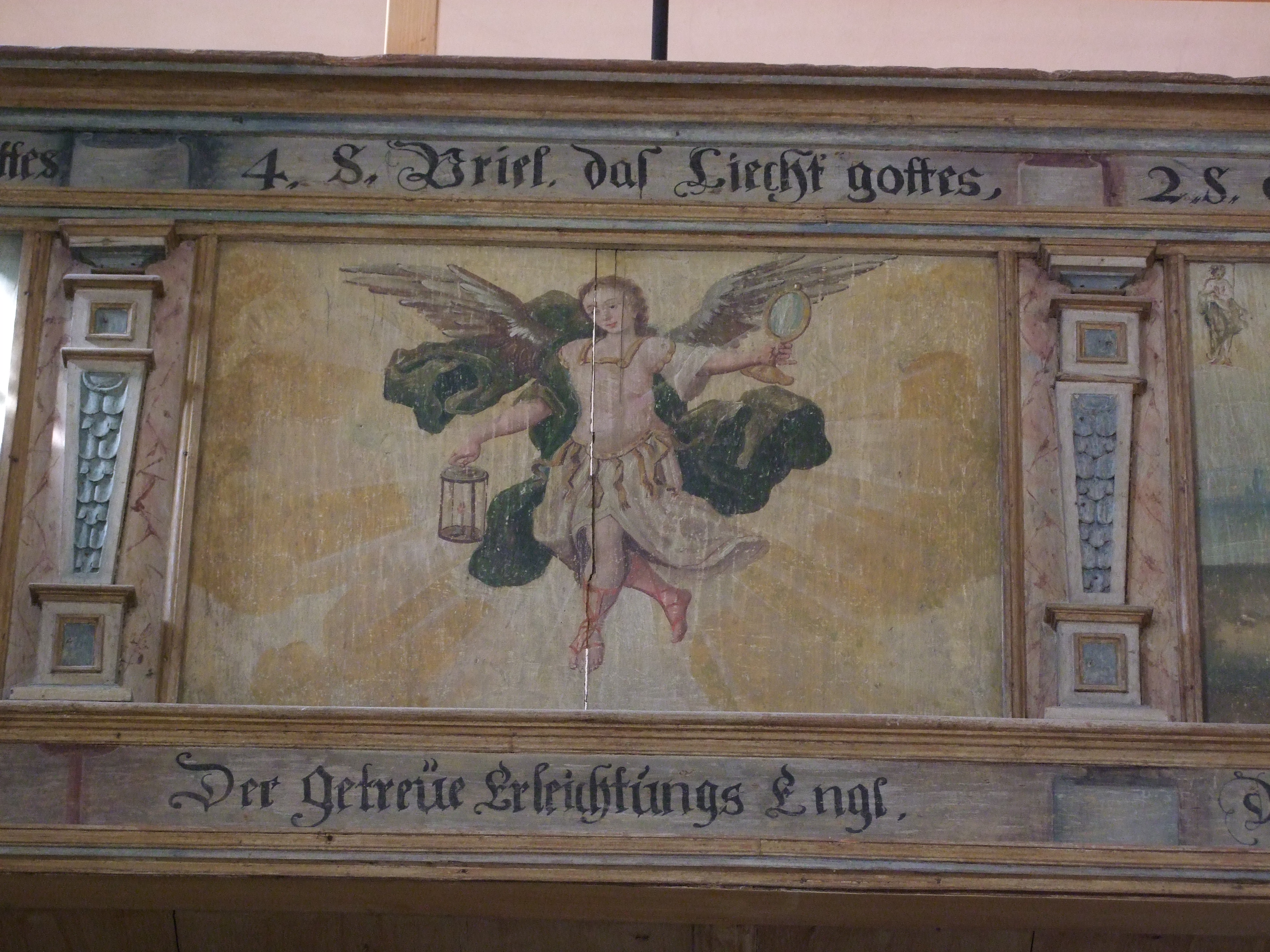
Erzengel Uriel an der oberen Empore, 17. Jahrhundert
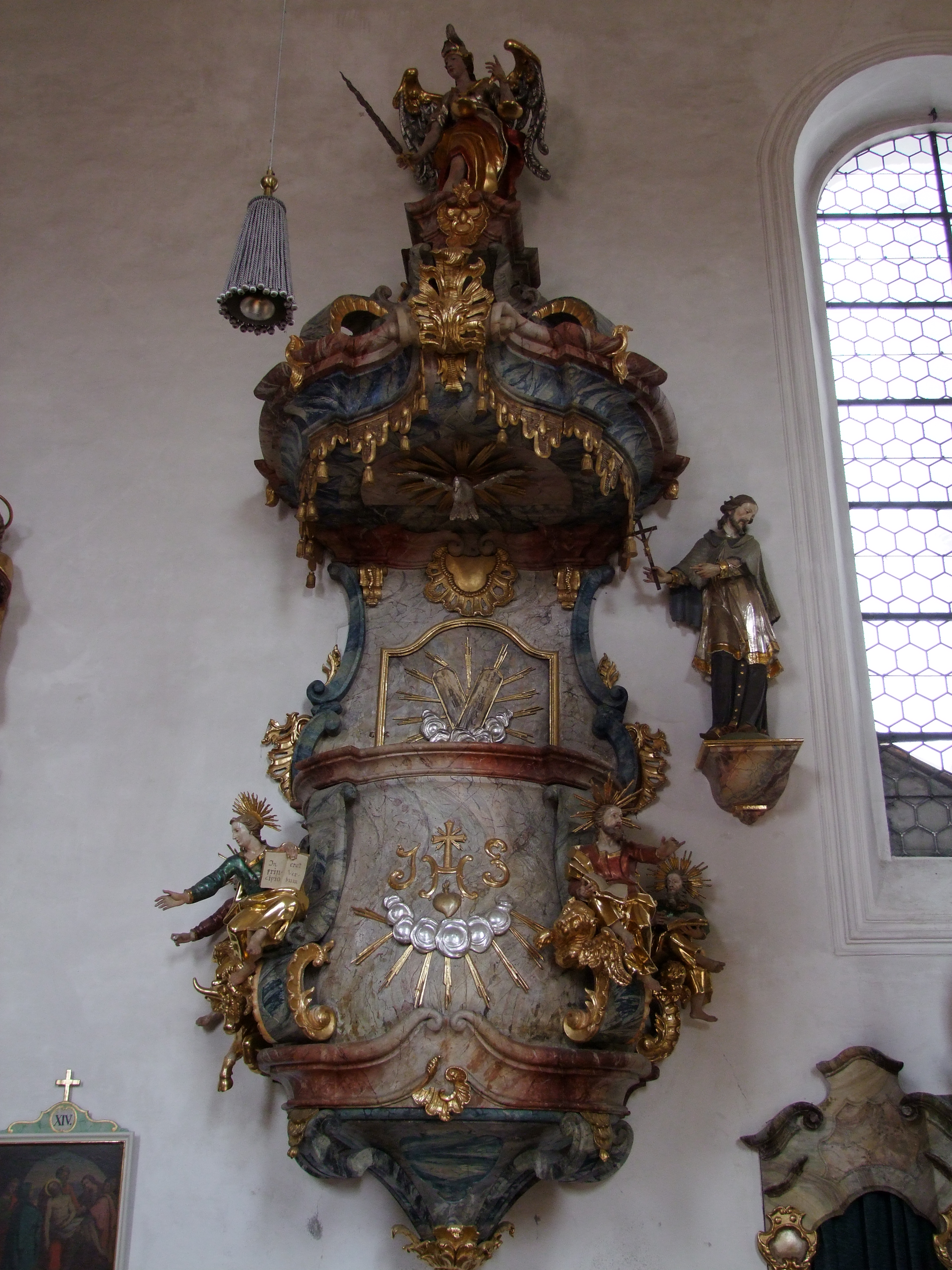
Kanzel, 18. Jahrhundert